# Marchastel (Cantal)
Marchastel  es una población y comuna francesa, situada en la región de Auvernia, departamento de Cantal, en el distrito de Saint-Flour y cantón de Condat. En 2021, su población era de 143 habitantes.

## Demografía
| 505 | 513 | 410 | 305 | 216 | 169 | 164 | 162 | 143 |
| Para los censos de 1962 a 1999 la población legal corresponde a la población sin duplicidades (Fuente: INSEE [Consultar]) |     |     |     |     |     |     |     |     |